# 达尼埃莱·巴尔巴罗
达尼埃莱·巴尔巴罗（英語：Daniele Barbaro，1514年2月8日—1570年4月13日），文艺复兴时期欧洲威尼斯的人文主义者和外交家。

## 生平
曾将维特鲁威的拉丁语古典建筑著作翻译成为意大利语。利用佩德罗·德拉弗朗切斯卡的著作，他写作了一本有影响的透视学著作，其中还讨论了多面体，书名为《透视法的实践》（16世纪中后期出版）。

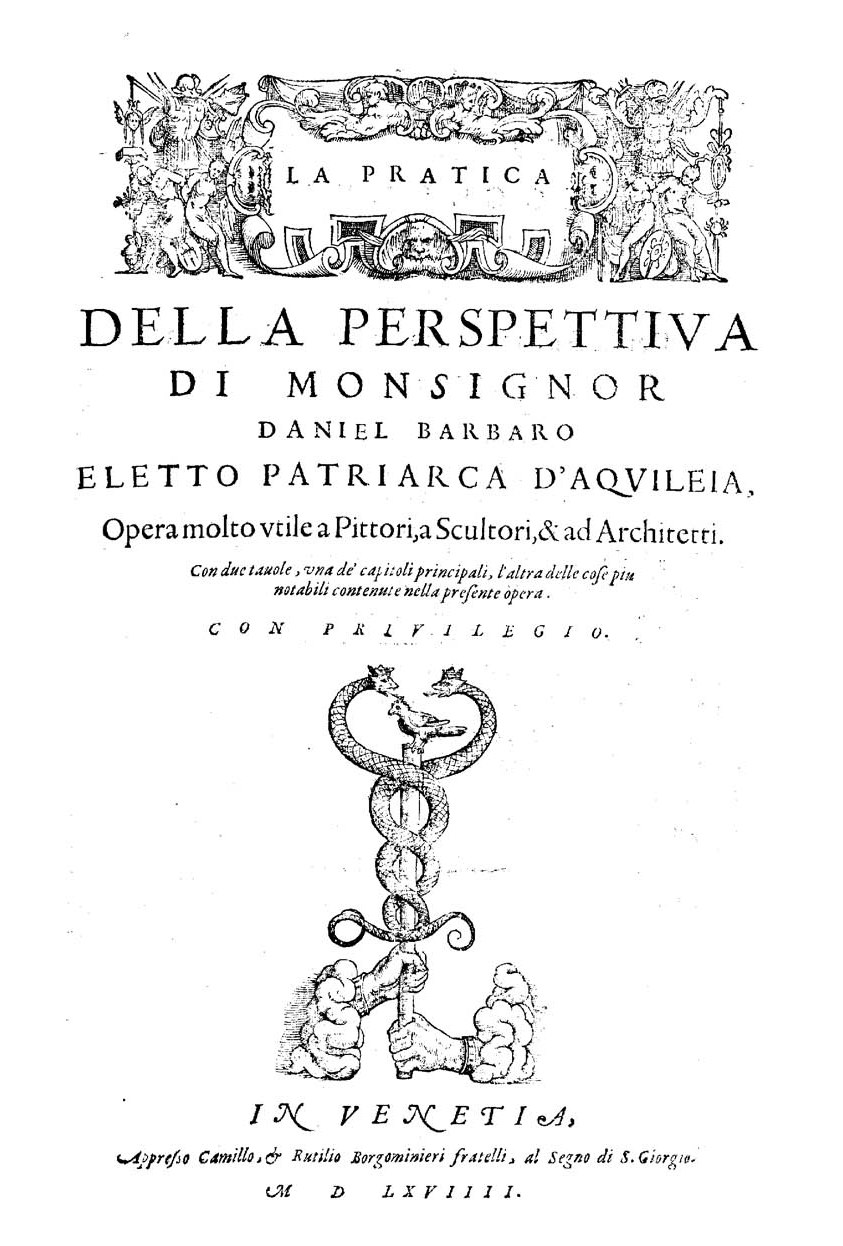
Pratica della perspettiva, 1569